# William Dutcher
William Dutcher (20 gennaio 1846 – 1º luglio 1920) è stato un ornitologo statunitense.
Uomo d'affari e sostenitore della conservazione degli uccelli, lavorò in una compagnia assicuratrice di New York, e fornì supporto all'American Ornithologists' Union (A.O.U.) nei suoi primi anni servendo come tesoriere e collaborando con agenzie governative per aiutare ad approvare leggi chiave per la protezione degli uccelli e l'istituzione di riserve per la protezione degli stessi.

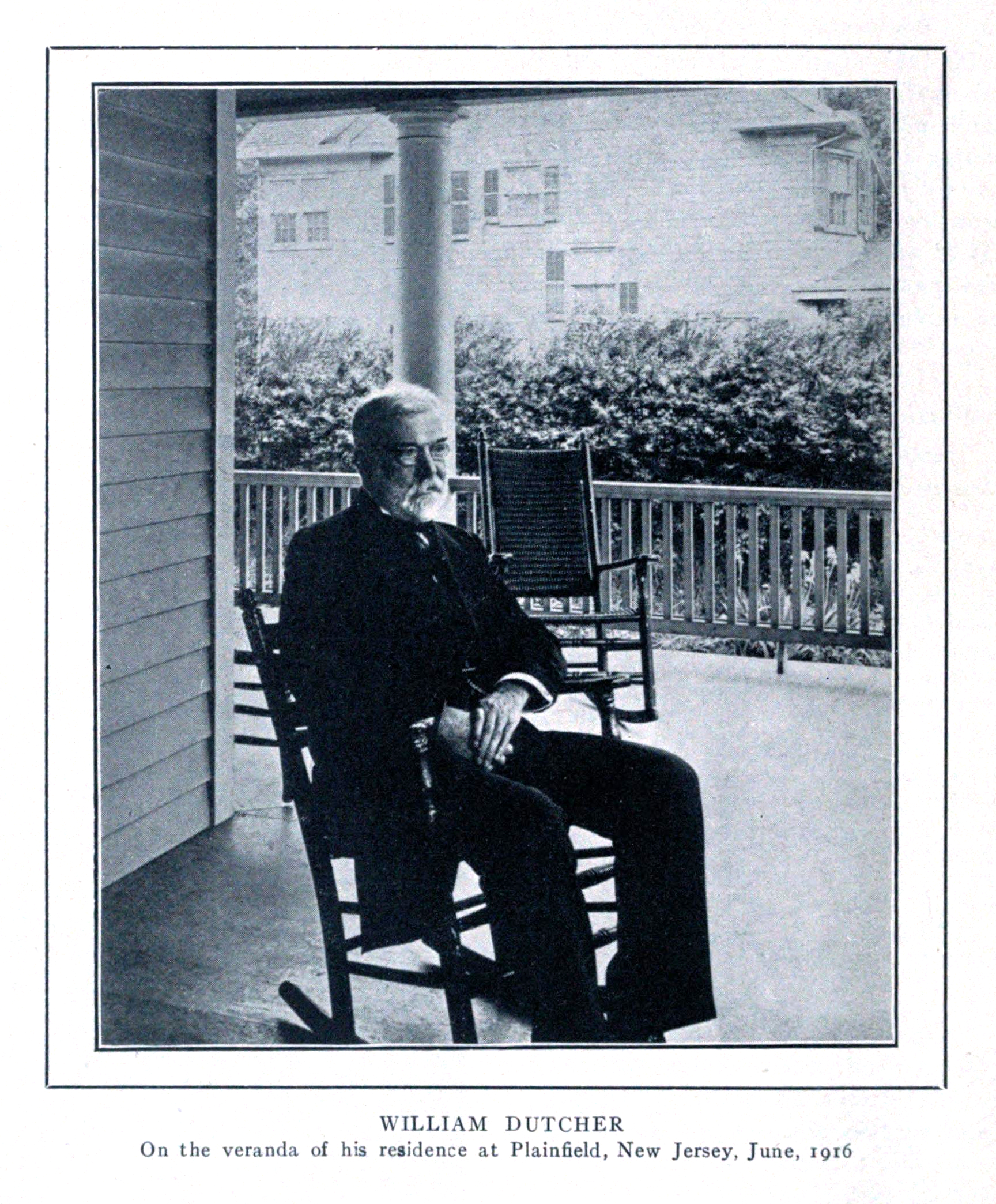
Dutcher nel 1916

William Dutcher nacque dal reverendo Jacob Conklin e Margaretta Ayres Dutcher a Stelton, nel New Jersey. La famiglia si trasferì a Coxsackie e successivamente a Owasco, dove William studiò per alcuni anni. All'età di tredici anni iniziò a lavorare per un banchiere in Bond Street. Lavorò per un periodo vicino a Springfield, in una fattoria, ma tornò in seguito a New York per lavorare con la Brooklyn Life Insurance Company e successivamente con la Prudential Insurance Company. Nei fine settimana e nei giorni festivi usciva a sparare agli uccelli e presto si interessò all'ornitologia. Divenne membro della neonata American Ornithologists' Union. Nel 1887 ricoprì il ruolo di Tesoriere per l'A.O.U. e ricoprì questa posizione per sedici anni. Presiedette inoltre la commissione per la protezione degli uccelli. Dutcher avoròo all'approvazione del Lacey Act del 1900. Lavorò poi con il Dipartimento dell'Agricoltura degli Stati Uniti per stabilire Pelican Island come prima riserva nazionale di uccelli negli Stati Uniti nel 1903.Partecipò poi al Congresso Ornitologico Internazionale a Berlino dove parlò delle ragioni per la protezione internazionale degli uccelli.
Dutcher sposò Catharine Oliver Price il 18 maggio 1870 ed ebbero un figlio Basil e una figlia Mary che in seguito contrasse la tubercolosi e morì nel 1909. La morte della figlia colpì molto Dutcher e portò a un rallentamento nelle sue attività e, come se non bastasse, subì un ictus nel 1910 che paralizzò il suo lato destro del corpo e gli rese impossibile parlare. Isitituì il Mary Dutcher Memorial Fund per la protezione degli uccelli. Il libro di William T. Hornaday Our Vanishing Wildlife (1913) è stato dedicato a Dutcher.